# Víctor Núñez
Víctor Núñez Rodríguez (Santo Domingo, 15 aprile 1980) è un ex calciatore dominicano naturalizzato costaricano, di ruolo attaccante.

## Carriera
Si distingue come il migliore goleador del paese dalla stagione 2000-2001. I suoi inizi nel calcio li diede sotto la nazionalità del suo paese d'origine, la Repubblica Dominicana; ottenendo la nazionalità costaricana fu selezionato per la Coppa del Mondo 2006 in Germania.
Si è consacrato campione nazionale nella stagione 2008-2009 con la squadra Liberia Mía e vanta due titoli di miglior marcatore nell'Invierno 2007 e l'Invierno 2008.
Ha giocato anche per Deportivo Saprissa, Limonense, Santa Bárbara, Cartaginés e Alajuelense.